# 蝦名邦晴
蝦名 邦晴（えびな くにはる、1960年6月8日 - ）は、日本の運輸・国土交通官僚。

## 経歴
東京都出身。1984年、東京大学法学部卒業、運輸省入省、自動車局総務課配属。中部運輸局企画部地域交通企画課長、在ドイツ日本国大使館一等書記官、国土交通省大臣官房総務課企画官（自動車交通局担当）、国土交通省総合政策局政策課政策企画官、九州運輸局企画振興部長、航空局監理部予算監理官等を歴任。2007年7月国土交通省大臣官房参事官（航空予算担当）、2008年7月海事局海事人材政策課長、2009年4月海事局内航課長、2011年6月海事局総務課長、2012年7月内閣官房内閣参事官（内閣官房副長官補室）、2013年8月国土交通省大臣官房政策評価審議官兼秘書室長、2014年7月観光庁審議官、2015年9月15日観光庁次長を経て、2017年7月7日航空局長。2019年7月9日国土交通省退官。同年日本通運株式会社グローバル営業戦略本部顧問。2020年1月1日日本通運株式会社常務理事。2023年6月22日日本旅行業協会理事長。